# Ботрифир
Ботрифир (африк. и англ. Botrivier) — город на юго-западе Южно-Африканской Республики, на территории Западно-Капской провинции. Входит в состав района Оферберх. Является частью местного муниципалитета Тиватерсклуф.

## Географическое положение
Город расположен в юго-западной части провинции, на правом берегу реки Ботрифир, на расстоянии приблизительно 47 километров (по прямой) к юго-востоку от Кейптауна, административного центра провинции. Абсолютная высота — 112 метров над уровнем моря.

## Климат
Климат характеризуется как средиземноморский тёплый (Csb  в классификации климатов Кёппена). Среднегодовая температура воздуха составляет 16,3 °C. Средняя температура самого холодного месяца (июля) составляет 11,7 °С, самого жаркого месяца (января) — 20,4 °С. Расчётная многолетняя норма осадков — 641 мм.

## Население
По данным официальной переписи 2011 года, население Ботрифира составляло 5505 человек, из которых мужчины составляли 50,19 %, женщины — соответственно 49,81 %. В расовом отношении цветные составляли 68,83 % от населения города, негры — 22,02 %, белые — 7,39 %, азиаты (в том числе индийцы) — 0,45 %, представители других рас — 1,49 %. Наиболее распространёнными среди жителей языками были: африкаанс (75,74 %), коса (14,94 %), английский (5,16 %) и сесото (1,29 %).

## Транспорт
Через город проходит национальное шоссе N2, а также региональное шоссе R43. Имеется железнодорожная станция. Ближайший аэропорт расположен в городе Херманус.